# 221 г. пр.н.е.
221 (двеста двадесет и първа) година преди новата ера (пр.н.е.) е година от доюлианския (Помпилийски) римски календар.

## Събития

### В Европа

#### В Римската република
- Консули са Публий Корнелий Сципион Азина и Марк Минуций Руф.
- Римска експедиция срещу хистрите.[1]
- Плебейските игри се празнуват официално за първи път и са въведени като ежегоден фестивал.[1]

#### В Испания
- Хасдрубал Красивия е убит и е наследен като командир на картагенците в Испания от Ханибал.[1]
- Ханибал атакува племето олкади, след което зимува в Нови Картаген.[1]
- Независимият град Сагунт кани римляните да арбитрират важен вътрешен въпрос.[1]

#### В Македония
- След смъртта на Антигон III Досон на трона се възкачва Филип V.[1]

### В Азия

#### В Китай
- Цин Шъхуан (221 – 210 г. пр.н.е.) става първият император на обединен Китай.[2]

#### В Селевкидското царство
- Възползвайки се от временния вакуум във властта, докато новият владетел Антиох III се закрепи на трона, сатрапа на Медия Молон и неговият брат сатрапа на Персия вдигат бунт. Молон започва да се титулува цар и да сече монети.[3]

### В Африка

#### В Египет
- На трона се възкачва Птолемей IV, който под влиянието на своя министър Сосибий екзекутира чичо си Лизимах, брат си Магас и майка си Береника II.

## Починали
- Антигон III Досон, владетел на Древна Македония (роден 263 г. пр.н.е.)
- Птолемей III, египетски цар (роден 266 г. пр.н.е.)
- Береника II, египетска царица (роден 266 г. пр.н.е.)
- Хасдрубал Красивия, картагенски военачалник (роден 270 г. пр.н.е.)
- Луций Цецилий Метел (консул 251 пр.н.е.), римски политик и военачалник (роден 290 г. пр.н.е.)